# Víktor Briujánov
Víktor Petrovich Briujánov (en ruso: Виктор Петрович Брюханов; Taskent, 1 de diciembre de 1935-Kiev, 13 de octubre de 2021) fue un ingeniero eléctrico ruso-ucraniano conocido por haber sido el director de la construcción de la central nuclear de Chernóbil y uno de los principales responsables de su histórico accidente.

## Biografía
Nació el 1 de diciembre de 1935 en la ciudad de Taskent, Uzbekistán (antes URSS). El mayor de cuatro hijos, su padre solía trabajar como vidriero y su madre era una señora de la limpieza. Más tarde pasó a convertirse en el único de sus hermanos en recibir una educación superior obteniendo un título del Departamento de Energía del Politécnico de Taskent en ingeniería eléctrica en 1959. Después de graduarse, le ofrecieron un trabajo en la Academia de Ciencias de Uzbekistán. Trabajó en la Central Térmica de Angren en los siguientes puestos: instalador de desaireador de servicio, conductor de bombas de alimentación, conductor asistente de turbina, conductor de turbina, ingeniero sénior de taller de turbinas, supervisor de turno y se convirtió en director de taller un año después.
En 1966, fue invitado a trabajar en la Central Térmica de Slavyanskaya. Comenzó como capataz superior y ascendió al rango de jefe de taller y finalmente, ingeniero jefe adjunto, finalmente renunció en 1970 para construir una planta de energía nuclear en Ucrania. Fue miembro del Partido Comunista de la Unión Soviética desde 1966. Entre 1970 y 1986, fue elegido en repetidas ocasiones miembro de los comités municipales del partido de Kiev, Chernóbil y Prípiat.
Víktor conoció a su esposa Valentina en la Central Térmica de Angren. Valentina era asistente de un ingeniero de turbinas y Víktor era un aprendiz recién salido de la universidad.

### Construcción de la central eléctrica de Chernobyl

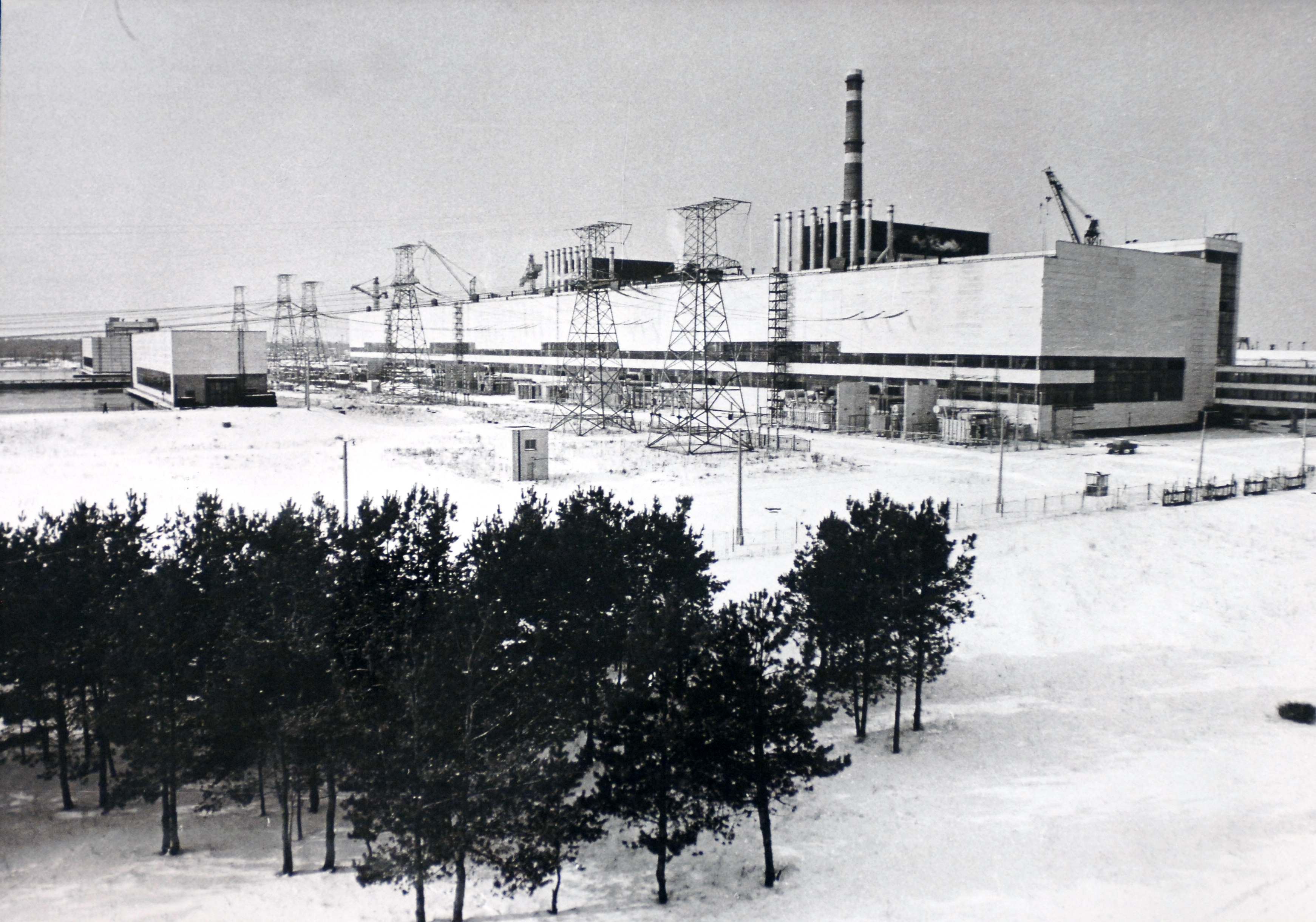
Vista de la planta de la Central Nuclear de Chernobyl hacia 1978.

En 1970, el ministro de Energía le ofreció a Briujánov una nueva misión: construir una planta de energía atómica que constara de cuatro reactores RBMK en las orillas del río Prípiat en Ucrania. Inicialmente, Briujánov propuso la construcción de reactores de agua presurizada (PWA), pero esta decisión se encontró con la oposición que indicaba razones económicas y de seguridad que respaldaban la construcción de reactores RBMK, que finalmente se llevó a cabo. A un costo de casi 400 millones de rublos, Briujánov fue responsable de construir los reactores desde cero. Como no había nada cerca, necesitaría llevar materiales y equipos al sitio de construcción. Organizó el establecimiento de un poblado temporal para albergar a los trabajadores, conocida como Lesnoy, e hizo construir una escuela. En 1970, se le unió en Lesnoy su esposa, su hija de seis años y su hijo pequeño. En 1972, se habían mudado a la nueva ciudad de Prípiat.
Los ajustados cronogramas, la falta de equipo de construcción y la presencia de materiales defectuosos causaron que la construcción se retrasara. Tres años después de asumir el cargo de director, la planta aún no se había construido. Cuando solicitó su renuncia, el documento fue hecho añicos por su supervisor del Ministerio de Energía en julio de 1972. El 1 de agosto de 1977, dos años después de lo previsto y más de siete años después de que se iniciara la planificación y construcción de la central, entró en funcionamiento el primer reactor de Chernóbil. A las 20:10 del 27 de septiembre del mismo año, la primera electricidad nuclear de Ucrania pasó por la subestación de 750 kilovoltios y se introdujo en la red eléctrica soviética.
Briujánov ignoró y no reconoció la fuga radiactiva que ocurrió el 9 de septiembre de 1982 cuando la ruptura de un canal en el reactor 1 provocó la fusión parcial del núcleo y la salida de vapor radiactivo a través de la chimenea de ventilación compartida por los reactores 1 y 2. El viento llevó los isótopos a una distancia de hasta 14 kilómetros de la planta y llegaron a Prípiat. Briujánov también fue responsable de posponer la fatídica prueba de seguridad que desembocaría más adelante en la explosión del reactor 4, con el objeto de que su puesta en marcha tuviera lugar antes del fin del año fiscal, el 31 de diciembre de 1983. Para 1984 los cuatro reactores de Chernóbil se encontraban funcionando y conectados a la red eléctrica nacional.

### El desastre
El 26 de abril de 1986, el jefe de la división química llamó a Briujánov para informar de un incidente en la estación. Briujánov intentó ponerse en contacto con el supervisor de turno, pero no hubo respuesta en el cuarto bloque del reactor. Ordenó a todas las autoridades reunirse en el búnker de la sede de la Defensa Civil. Mientras estaba en un autobús que pasaba por el cuarto bloque del reactor, Briujánov se dio cuenta de que la estructura superior del reactor había desaparecido.
La explosión había levantado la tapa del reactor de 2000 toneladas. Al carecer de dosímetros de alto rango, los funcionarios tuvieron dificultades para determinar si se había producido un escape de radiación o no y, de ser así, el nivel del mismo. Briujánov, asistido por el ingeniero jefe Fomín y el ingeniero adjunto Diátlov, siguió ordenando a los operadores que bombearan agua en el inexistente reactor.
Basado en información errónea de Anatoli Diátlov, Briujánov continuó negando que el núcleo del reactor hubiera explotado. A las 03:00, Briujánov se comunicó telefónicamente con Vladimir V. Marin, el funcionario a cargo de asuntos nucleares del Partido Comunista en su casa de Moscú para informar del accidente y asegurar a los funcionarios que la situación estaba bajo control.

### Secuelas
Después de que Briujánov se tomara una semana de licencia el 22 de mayo, los funcionarios del partido hicieron arreglos para destituirlo definitivamente de su puesto de director de la central eléctrica. Como parte de los procedimientos de investigación dictados por la ley, los investigadores le llevaron los materiales que descubrieron durante el curso de sus investigaciones, que fueron utilizados en la causa labrada en su contra. Briujánov también encontró una carta escrita por uno de los expertos del Instituto Kurchatov, que reveló las peligrosas fallas de diseño que se mantuvieron ocultas para él y su personal durante 16 años.
El 20 de enero de 1987, después de permanecer encerrado en aislamiento durante seis semanas, la fiscalía presentó su acusación final ante la Corte Suprema de la URSS. Los 48 archivos de pruebas enviados a Moscú se clasificaron como de alto secreto.
Viktor Briujánov fue declarado culpable de una grave violación de las normas de seguridad, lo que creó las condiciones que llevaron a una explosión. Los informes también mencionaron que no logró asegurar un liderazgo correcto y firme en las difíciles condiciones del accidente y mostró irresponsabilidad e incapacidad para organizarse. Briujánov fue sentenciado a 10 años en un campo de trabajo forzado junto con una sentencia de cinco años por abuso de poder que se ejecutó al mismo tiempo. Aceptó la responsabilidad profesional pero negó la responsabilidad penal.
El 3 de julio de 1986, el Politburó del Comité Central del PCUS resolvió la expulsión de Briujánov del partido debido a los errores que llevaron al desastre de Chernóbil.
En septiembre de 1991 fue liberado antes de lo previsto. Tras recuperar su libertad continuó trabajando en la central nuclear de Chernóbil, desempeñándose como jefe del departamento técnico.
Briujánov vivió con su esposa en el distrito de Desnyansky en Kiev desde 1992. Trabajó como empleado de Ukrinterenergo, la empresa estatal de energía de Ucrania, a cargo de liquidar las consecuencias del accidente de Chernóbil. Cuando cumplió 80 años en diciembre de 2015, Briujánov se había jubilado debido a problemas de visión y también había sufrido dos accidentes cerebrovasculares, seguidos de un tercero en 2016.
Murió el 13 de octubre de 2021 a los 85 años de edad, siendo sepultado en Kiev.

## Vida personal
- Esposa: Valentina, ingeniera eléctrica, en los años 1975–1990, ingeniera sénior del departamento de producción de Chernóbil, ahora jubilada.
- Hijo: Oleg (nacido en 1969), mecánico de sistemas automáticos de gestión CHP-5 de Kiev
- Hija:- Lily (nacida en 1961), pediatra, residente de Jersón[3]

## Premios
- Laureado con el Premio Republicano de la República Socialista Soviética de Ucrania (1978)
- Orden de la Bandera Roja del Trabajo (1978)
- Orden de la Revolución de Octubre (1983)
- Medallas «Por el trabajo valiente. En conmemoración del centenario del nacimiento de V. I.  Lenin» y «Veterano del Trabajo».
- Certificado de honor del Consejo Supremo de la RSS de Ucrania (1980).[2]

## Medios de comunicación
Briujánov apareció en el documental Radiophobia, y fue interpretado por Con O'Neill en la aclamada miniserie Chernobyl.